# Monticiano
Monticiano är en ort och kommun i provinsen Siena i regionen Toscana i Italien. Kommunen hade 1 526 invånare (2018).